# 89
Évszázadok: i. e. 1. század – 1. század – 2. század
Évtizedek: 30-as évek – 40-es évek – 50-es évek – 60-as évek – 70-es évek – 80-as évek – 90-es évek – 100-as évek – 110-es évek – 120-as évek – 130-as évek
Évek: 84 – 85 – 86 – 87 –  88 – 89 – 90 – 91 – 92 – 93 – 94

## Események

### Római Birodalom
- Titus Aurelius Fulvust (helyettese májustól Publius Sallustius Blaesus, szeptembertől Aulus Vicirius Proculus) és Marcus Asinius Atratinust (helyettese Marcus Peducaeus Saenianus és Manius Laberius Maximus) választják consulnak.
- Január: Germania Superior kormányzója, Lucius Antonius Saturninus két légiójával fellázad és császárrá kiáltja ki magát. Balszerencséjére a váratlan meleg időben a Rajna jege megolvad, így germán szövetségesei nem tudnak segítségére sietni. Appius Maximus Norbanus és Marcus Ulpius Traianus legyőzi Saturninust, akit (valamint számos más arisztokratát, aki gyanúba keveredik) Domitianus császár kivégezteti és fejét közszemlére téteti Rómában.
- Lucius Tettius Julianus moesiai helytartó ismét benyomul a dákok területére, de nem veszi ostrom alá a fővárost, Sarmizegetusát, mert Decebalus dák király békét ajánl. A germániai lázadás és a markomannok, kvádok, jazigok Pannóniát érő támadásai miatt Domitianus elfogadja az ajánlatot és hátrányos feltételekkel (évi 8 millió sestertiust fizetnek a dákoknak, akik viszont Róma klienskirályságává válnak) békét köt velük. A tárgyalásokat Decebalus testvére, Diegis vezeti Rómában, akit a császár a fivére helyett egy diadémmal megkoronáz.
- A dák hadjáratban részt vevő Legio II Adiutrixot visszavonják a pannóniai Duna-szakaszra és új erődöt építve megalapítják Aquincumot.

### Kína
- A kínaiak Tou Hszian vezetésével és a déli hsziungnu hűbéreseik segítségével döntő vereséget mérnek az északi hsziungnukra. A következő két évben a maradék ellenállást is letörik, és az északi határt olyan sokáig veszélyeztető északi hsziugnu állam megszűnik létezni, a nomád törzsek északnyugat felé, Dzsungáriába települnek át.

## Születések
- Sinde kogurjói király

## Halálozások
- Lucius Antonius Saturninus, római politikus

## Fordítás
- Ez a szócikk részben vagy egészben  a(z)   89 című francia Wikipédia-szócikk ezen változatának fordításán alapul.  Az eredeti cikk szerkesztőit annak laptörténete sorolja fel. Ez a jelzés csupán a megfogalmazás eredetét és a szerzői jogokat jelzi, nem szolgál a cikkben szereplő információk forrásmegjelöléseként.